# Paikiniana lurida
Paikiniana lurida là một loài nhện trong họ Linyphiidae.
Loài này thuộc chi Paikiniana. Paikiniana lurida được miêu tả năm 1991 bởi Seo.